# Trestonia capreola
Trestonia capreola là một loài bọ cánh cứng trong họ Cerambycidae.